# Capitán Sarmiento (município)
Capitán Sarmiento é um partido (município) da província de Buenos Aires, na Argentina. Possuía, de acordo com estimativa de 2019, 16.216 habitantes.

## Localidades
- Capitan Sarmiento: 11 316 habitantes
- La Luisa: 232 habitantes

(INDEC 2001)